# Masacre de El Ripial
La masacre de El Ripial ocurrió el 25 de mayo de 2021 en el estado Apure, Venezuela, durante los enfrentamientos de Apure de ese año, y es el nombre con el que medios de comunicación y organizaciones no gubernamentales han llamado al asesinato de cinco personas presuntamente por funcionarios de las Fuerzas de Acciones Especiales (FAES) tras ser acusados de ser «guerrilleros».

## Historia
Fundaredes alertó el 26 de marzo que se habían producido varios ataques contra la población civil durante los enfrentamientos. Su director, Javier Tarazona, denunció que en la zona de La Victoria se estaban cometiendo violaciones masivas de los derechos humanos contra los civiles, señalando los parecidos con la masacre de El Amparo, donde las Fuerzas Armadas asesinaron a civiles y luego pretendieron decir que eran guerrilleros. Marino Alvarado, coordinador de la ONG Provea, alertó de que «la denuncia de presunta ejecución de cinco miembros de una misma familia en El Ripial se asemeja a la masacre de El Amparo de 1988, perpetrada por policías y militares donde se asesinó a 14 pescadores y los presentaron como guerrilleros». La diputada opositora Delsa Solórzano envió un informe a la Oficina de la Alta Comisionada para los Derechos Humanos de la ONU, Michelle Bachelet, con testimonios y pruebas de violaciones de los derechos humanos durante el operativo militar.